# Delias aroae
Delias aroae é uma borboleta da família Pieridae. Foi descrita por Carl Ribbe em 1900. Pode ser encontrada na Nova Guiné (rio Aroa).
A envergadura é de cerca de 38 milímetros.

## Subespécies
- Delias aroae aroae (Terras Altas Centrais, da Papua Ocidental até Papua Nova Guiné)
- Delias aroae yabensis Joicey e Talbot, 1922 (Montes de Weyland, vale de Baliem)